# (35082) 1990 RJ3
1990 RJ3 (asteroide 35082) é um asteroide da cintura principal. Possui uma excentricidade de 0.07938910 e uma inclinação de 6.28730º.
Este asteroide foi descoberto no dia 14 de setembro de 1990 por Henry E. Holt em Palomar.